# Arpenteur-géomètre
Pour les articles homonymes, voir Géomètre.
Pour un article plus général, voir Géomètre-expert.
Au Québec, l’arpenteur-géomètre est un officier public expert des limites de propriété et un professionnel de la géomatique. Il a l'exclusivité de toutes les opérations d'arpentage touchant la propriété foncière privée ou publique (piquetage, bornage, certificat de localisation, etc.) ainsi que les travaux de cartographie, de géodésie et de photogrammétrie s'y rattachant.
La profession d'arpenteur-géomètre est régie par le Code des professions et la Loi sur les arpenteurs-géomètres du Québec. Actuellement, le baccalauréat en sciences géomatiques proposé par l'Université Laval est le seul programme scolaire québécois permettant l'obtention d'un permis de pratique au sein de la profession. Une fois les études universitaires terminées, le candidat à la profession doit suivre un stage professionnel et réussir les examens d'admission de l'Ordre des arpenteurs-géomètres du Québec afin d'obtenir son permis d'exercer et le titre réservé.
L’Ordre des arpenteurs-géomètres du Québec regroupe l'ensemble des personnes habilitées à exercer de façon exclusive la profession d'arpenteur-géomètre au Québec. L'Ordre a pour principale fonction d'assurer la protection du public par l'entremise de l'inspection professionnelle, la formation continue et la discipline. Il détermine également les normes de pratique et les règlements qui guident les membres dans leurs activités professionnelles